# ماونتین رود (ویرجینیا)
ماونتین رود (به انگلیسی: Mountain Road) یک منطقهٔ مسکونی در ایالات متحده آمریکا است که در شهرستان هالیفاکس، ویرجینیا واقع شده‌است. ماونتین رود ۲۲٫۳ کیلومتر مربع مساحت و ۱٬۱۰۰ نفر جمعیت دارد و ۱۶۲٫۴۶ متر بالاتر از سطح دریا واقع شده‌است.